# 恋愛小説 (原田知世のアルバム)
『恋愛小説』（れんあいしょうせつ）は、原田知世3枚目のカバー・アルバム。2015年3月18日にUniversal Musicより発売された。同年9月9日にディスクユニオンのレーベル・DIW Products Groupの内レーベル、THINK! RECORDSからアナログ盤がリリースされた。

## 概要
2014年に行った全国ツアー終了後、Universal Musicのディレクターである斉藤嘉久からラブソングのカバーアルバムの制作を提案された。選曲は斉藤がさまざまな楽曲を紹介、原田とプロデューサーの伊藤ゴローが選出。原田は「歌は映画のように作品の一部。だから女優的なアプローチで楽しもうと思った」と話している。SHM-CD仕様。

## 収録曲
1. 夢の人 [3:11]
(作詞・作曲：Lennon–McCartney)
  - 原曲はThe Beatlesが1965年にリリースした「I've Just Seen a Face」。
  - ミュージック・ビデオは本作のジャケットと同時に都内で撮影。
  - スポーティな恰好をしていたが、撮影場所付近でマラソン大会が開催されており、ゼッケンを渡されそうになったという[4]。
2. ドント・ノー・ホワイ [3:59]
(作詞・作曲：Jesse Harris)
  - 原曲はNorah Jonesが2002年にリリースした「Don't Know Why」。
  - 作詞・作曲を担当したJesse Harrisがボーカルとして参加。原田はNorah Jonesの歌い方に支配されていたらしく、そこから離れるのが非常に難しく、録音後も納得がいっていなかったところ、伊藤ゴローがJesse Harrisにデュエットをオファー。ニューヨークのHarrisに楽曲データを送り、Harrisが歌唱したデータをミックスしている。伊藤は「お願いしたら本当にすぐに送ってくれた。まさにミラクルが起こった」[3]。
  - 同年6月10日にリリースされた7inch『恋愛小説e.p』に収録。
3. イン・マイ・シークレット・ライフ [5:46]
(作詞・作曲：Leonard Cohen, Sharon Robinson)
  - 原曲はLeonard Cohenが2001年にリリースした「In My Secret Life」。
4. ベイビー・アイム・ア・フール [3:22]
(作詞・作曲：Melody Gardot / 編曲・Strings & Horn Arrangement：伊藤ゴロー)
  - 原曲はMelody Gardotが2009年にリリースした「Baby I'm a Fool」。
5. ナイト・アンド・デイ [4:41]
(作詞・作曲：Cole Porter / 編曲・Strings & Horn Arrangement：伊藤ゴロー)
  - 原曲はCole Porterが1932年に発表した「Night and Day」。
6. ブルー・ムーン [4:53]
(作詞：Lorenz Hart / 作曲：Richard Rodgers / 編曲・Horn Arrangement：伊藤ゴロー / Strings Arrangement：伊藤ゴロー, 伊藤彩)
  - 原曲は1934年に公開された映画『Manhattan Melodrama』（邦題：『男の世界』）の劇中でShirley Rossが披露した「Blue Moon」。
7. イフ・ユー・ウェント・アウェイ [4:39]
(作詞：Paulo Sérgio Valle / 英語詞：Ray Gilbert / 作曲：Marcos Valle)
  - 原曲はSylvia Tellesが1964年にリリースした「If You Went Away」。
  - 同年6月10日にリリースされた7inch『恋愛小説e.p』に収録。
8. フライ・ミー・トゥ・ザ・ムーン [3:32]
(作詞・作曲：Bart Howard)
  - 原曲はKaye Ballardが1954年にリリースした「Fly Me to the Moon」。
9. 恋の面影 [4:19]
(作詞：Hal David / 作曲：Burt Bacharach)
  - 原曲はDusty Springfieldが1967年にリリースした「The Look of Love」。
10. ラヴ・ミー・テンダー [3:50]
(作詞：Elvis Presley, Vera Matson / 作曲：George R. Poulton)
  - 原曲はElvis Presleyが1956年にリリースした「Love Me Tender」。

## LP
A-SIDE
1. 夢の人 [3:11]
2. ドント・ノー・ホワイ [3:59]
3. イン・マイ・シークレット・ライフ [5:46]
4. ベイビー・アイム・ア・フール [3:22]
5. ナイト・アンド・デイ [4:41]

B-SIDE
1. ブルー・ムーン [4:53]
2. イフ・ユー・ウェント・アウェイ [4:39]
3. フライ・ミー・トゥ・ザ・ムーン [3:32]
4. 恋の面影 [4:19]
5. ラヴ・ミー・テンダー [3:50]

## 参加ミュージシャン
| 夢の人 - 伊藤ゴロー：Electric Guitar - 澤渡英一：Acoustic Piano - 鳥越啓介：Acoustic Bass ドント・ノー・ホワイ - 伊藤ゴロー：Classical Guitar - 堀江博久：Hammond B-3 Organ, Clavinet - 澤渡英一：Acoustic Piano - 鳥越啓介：Electric Bass イン・マイ・シークレット・ライフ - 伊藤ゴロー：Classical Guitar - 澤渡英一：Acoustic Piano - 鳥越啓介：Acoustic Bass ベイビー・アイム・ア・フール - 伊藤ゴロー：Classical Guitar - 坪口昌恭：Fender Rhodes - 鳥越啓介：Acoustic Bass - 小川慶太：Drums ナイト・アンド・デイ - 伊藤ゴロー：Classical Guitar - 坪口昌恭：Acoustic Piano - 鳥越啓介：Acoustic Bass - 小川慶太：Drums | ブルー・ムーン - 伊藤ゴロー：Electric Guitar - 鳥越啓介：Acoustic Bass - 小川慶太：Drums イフ・ユー・ウェント・アウェイ - 伊藤ゴロー：Classical Guitar - 坪口昌恭：Acoustic Piano フライ・ミー・トゥ・ザ・ムーン - 伊藤ゴロー：Classical Guitar, Fender Rhodes - 坪口昌恭：Acoustic Piano - 鳥越啓介：Acoustic Bass - 小川慶太：Drums, Percussion - 藤田淳之介：Flute 恋の面影 - 伊藤ゴロー：Electric Guitar - 澤渡英一：Fender Rhodes - 鳥越啓介：Acoustic Bass - 小川慶太：Drums - 織田祐亮：Flugelhorn ラヴ・ミー・テンダー - 伊藤ゴロー：Electric Guitar, Glockenspiel - 吉野友加：Grand Harp - 小川慶太：Percussion |